# کانگ سو یون
کانگ سو-یون (کره‌ای: 강수연؛ ۱۸ اوت ۱۹۶۶ – ۷ مهٔ ۲۰۲۲) بازیگر اهل کره جنوبی بود. کانگ سو-یون از اواسط دههٔ ۱۹۸۰ تا اواخر دههٔ ۱۹۹۰، در سطح بین‌المللی مورد تحسین قرار گرفته بود و اغلب با نام مستعار «نخستین ستارهٔ جهانی» کره شناخته می‌شود.